# HC Unhošť
HC Unhošť (celým názvem: Hockey Club Unhošť) je český klub ledního hokeje, který sídlí v Unhošti v Středočeském kraji. Klub byl založen v roce 1932 pod názvem HSSC Unhošť. Největšími úspěchem klubu bylo působení ve druhé nejvyšší československé soutěži v letech 1949-1951. V sezoně 1950/51 obsadili v druhé nejvyšší soutěži druhé místo ve skupině IV, což znamenalo postup do kvalifikačního Karlovarského turnaje. V turnaji obsadili čtvrté místo a nepostoupili do závěrečné kvalifikace o postup do nejvyšší soutěže. V letech 1969-1973 působil klub v hokejové divizi. V roce 1973 odstoupil z divize a pokračoval v okresním přeboru, a to kvůli finanční náročnosti a nevybudování ledové plochy v Unhošti. Následně hokejisté pokračovali v nižších soutěžích s tím, že tréninky a zápasy se konaly na zimním stadionu v Kladně. 25. listopadu 1982 oznámil klub zrušení seniorské hokeje z důvodu nedostatku hráčů. V roce 2003 klub z finančních důvodů opustil soutěž organizovanou ČSLH a spojil se s amatérským klubem HAF Unhošť.

## Historické názvy
- 1932 – HSSC Unhošť
- 1934 – HOSK Slovan Unhošť (Hokejový odbor sportovního klubu Slovan Unhošť)
- 1948 – Sokol Unhošť
- 1951 – Sokol STS Unhošť
- 1953 – Dynamo Unhošť
- 1969 – TJ Unhošť (Tělovýchovná jednota Unhošť)
- 2003 – fúze s HAF Unhošť ⇒ název nezměněn
- 2006 – HC Unhošť (Hockey Club Unhošť)

## Přehled ligové účasti
Stručný přehled
Zdroj: 
- 1949–1951: Oblastní soutěž (2. ligová úroveň v Československu)
- 1969–1973: Hokejová divize (3. ligová úroveň v Československu)

Jednotlivé ročníky
Legenda: ZČ - základní část, červené podbarvení - sestup, zelené podbarvení - postup, fialové podbarvení - reorganizace, změna skupiny či soutěže
| Československo (1949 – 1973) |                          |           |          |                                                     |                       |
| Sezóny                       | Soutěž                   | Úroveň    | ZČ       | Play-off, nadstavba, sk. o udržení...               | Poznámky              |
| 1949/50                      | Oblastní soutěž – sk. D2 | 2. úroveň | 3. místo |                                                     | Změna skupiny         |
| 1950/51                      | Oblastní soutěž – sk. IV | 2. úroveň | 2. místo | Kvalifikační turnaj - Karlovarský turnaj (4. místo) | Reorganizace          |
| ...                          |                          |           |          |                                                     |                       |
| 1969/70                      | Divize – sk. D           | 3. úroveň | 5. místo |                                                     |                       |
| 1970/71                      | Divize – sk. D           | 3. úroveň | 4. místo |                                                     |                       |
| 1971/72                      | Divize – sk. D           | 3. úroveň | 8. místo |                                                     | Změna skupiny         |
| 1972/73                      | Divize – sk. B           | 3. úroveň | 7. místo |                                                     | Odstoupení ze soutěže |